# Mro

Lokalizacja terenów Mro: południowo-wschodni kraniec Bangladeszu

Mro, Mru, Murang (beng. ম্রো trb. Mro, মুরং trb. Murang) – grupa etniczna zamieszkująca południowo-wschodnią część Bangladeszu oraz przygraniczne tereny Mjanmy. Ich liczebność szacuje się na około 50 tysięcy osób. Posługują się tybeto-birmańskim językiem mro. W większości wyznają buddyzm szkoły therawada z silną domieszką tradycyjnych wierzeń.